# Rosebud (Dakota del Sud)
|  | Per a altres significats, vegeu «Reserva índia de Rosebud». |

Rosebud (lakhota Sicanġu; "cuixa cremada") és una població dels Estats Units a l'estat de Dakota del Sud. Segons el cens del 2000 tenia 1.557 habitants.

## Demografia
Segons el cens del 2000, Rosebud tenia 1.557 habitants, 405 habitatges, i 315 famílies. La densitat de població era de 46 habitants per km².
Dels 405 habitatges en un 52,6% hi vivien nens de menys de 18 anys, en un 30,6% hi vivien parelles casades, en un 36,3% dones solteres, i en un 22% no eren unitats familiars. En el 18% dels habitatges hi vivien persones soles el 3,2% de les quals corresponia a persones de 65 anys o més que vivien soles. El nombre mitjà de persones vivint en cada habitatge era de 3,79 i el nombre mitjà de persones que vivien en cada família era de 4,21.
Per edats la població es repartia de la següent manera: un 45,9% tenia menys de 18 anys, un 10,8% entre 18 i 24, un 27,4% entre 25 i 44, un 13% de 45 a 60 i un 3% 65 anys o més.
L'edat mediana era de 20 anys. Per cada 100 dones de 18 o més anys hi havia 92,9 homes.
La renda mediana per habitatge era de 19.906 $ i la renda mediana per família de 19.866 $. Els homes tenien una renda mediana de 17.188 $ mentre que les dones 23.886 $. La renda per capita de la població era de 8.462 $. Entorn del 40,8% de les famílies i el 43,6% de la població estaven per davall del llindar de pobresa.

## Poblacions properes
El següent diagrama mostra les poblacions més properes.